# Partido de Lincoln
Partido de Lincoln är en kommun i Argentina.   Den ligger i provinsen Buenos Aires, i den centrala delen av landet, 290 km väster om huvudstaden Buenos Aires. Antalet invånare är 41 127.
Trakten runt Partido de Lincoln består till största delen av jordbruksmark. Runt Partido de Lincoln är det mycket glesbefolkat, med 7 invånare per kvadratkilometer.